# Eupithecia leucoprora
Eupithecia leucoprora là một loài bướm đêm trong họ Geometridae.